# Arturo Guzmán Decena
Arturo Guzmán Decena (detto Z-1; Puebla, 13 gennaio 1976 – Matamoros, 21 novembre 2002) è stato un militare e criminale messicano, che nel 1997 disertò dalle forze speciali dell'esercito messicano per entrare nel cartello del Golfo, in cui fondò e comandò Los Zetas, il gruppo paramilitare mercenario al servizio del capo del cartello Osiel Cárdenas Guillén.
Originario dello Stato di Puebla, entrò nell'esercito appena diciassettenne. All'interno dell'esercito si dimostrò un soldato capace e promettente, al punto da entrare ben presto nel Grupo Aeromóvil de Fuerzas Especiales (GAFE), le forze speciali. Nella sua carriera militare Guzmán Decena fu addestrato in controinsurrezione, acquisì abilità con gli esplosivi, imparò a scovare e catturare i suoi nemici da soldati d'élite provenienti degli eserciti di Stati Uniti ed Israele.
Già mentre era nell'esercito Guzmán Decena prendeva tangenti dal cartello del Golfo, ma nel 1997 disertò per lavorare a tempo pieno per l'organizzazione criminale. Negli anni successivi reclutò altri soldati messicani per formare Los Zetas, l'ala armata del cartello del Golfo.
Fu il braccio destro di Cárdenas Guillén fino al 21 novembre 2002, quando fu ucciso dall'esercito messicano a Matamoros, città dello stato di Tamaulipas al confine con gli Stati Uniti.

## Carriera militare
Guzmán Decena nacque nel 1976 in un povero villaggio dello Stato messicano di Puebla, e finite le scuole superiori entrò nell'esercito messicano per scampare alla povertà. Per le sue abilità ed il comportamento aggressivo si guadagnò subito un posto nel (GAFE), le forze speciali esperte in tattiche di controinsurrezione, create qualche anno prima per fronteggiare le rivolte degli Indios nel sud del paese e per catturare i narcotrafficanti. Guzmán Decena ed i suoi compagni furono addestrati anche dalle forze speciali statunitensi ed israeliane, oltre che dai Kaibiles, i temibilissimi soldati d'elite del Guatemala. Il primo intervento sul campo di Guzmán Decena si vide nel 1994, quando scoppiò la rivolta zapatista nello Stato meridionale del Chiapas e circa 3 000 ribelli zapatisti conquistarono numerose città. Si trattò di una rivolta armata contro la povertà ed il monopolio politico del Partito Rivoluzionario Istituzionale, al governo da decenni.
Per fronteggiare i rivoltosi il governo mandò il GAFE, ed in poche ore 34 di loro furono uccisi e 3 catturati dal gruppo di Guzmán Decena; i cadaveri furono disposti sull'argine di un fiume con le orecchie ed i nasi tagliati.
Diventato così uno dei più brillanti, meglio addestrati, e sanguinari membri del GAFE, Guzmán Decena fu inviato nello Stato nordorientale di Tamaulipas, con il grado di tenente. Ebbe l'incarico di responsabile della sicurezza nella città di Ciudad Miguel Alemán, ed in questa veste incominciò a prendere tangenti dal cartello del Golfo guidato da Osiel Cárdenas Guillén, all'epoca l'organizzazione criminale egemone dell'area. Allora queste forme di corruzione erano usuali tra i comandanti militari, ma mentre era frequentissimo che i soldati accettassero denaro dai leader del narcotraffico, non si era praticamente mai verificato che un militare lasciasse l'esercito per entrare in un cartello. I soldati pensavano che le tangenti fossero quasi delle indennità per il lavoro che svolgevano, e gli ufficiali erano fermamente convinti di proteggere il popolo messicano. Guzmán Decena iniziò in questo modo, chiudendo un occhio sui carichi di droga del cartello del Golfo, ma nel 1997 disertò per lavorare a tempo pieno nel cartello. Secondo il giornalista inglese Ioan Grillo, ancora oggi non è chiaro perché Guzmán Decena abbia lasciato l'esercito per diventare un mercenario al servizio del cartello.
Una comune e semplice spiegazione è che il tenente abbia disertato in cerca di maggiori guadagni, dopo aver visto molti narcotrafficanti vivere in un lusso ostentato e guadagnare in un anno più di quanto potesse un soldato del GAFE in tutta la vita. Questa ipotesi non sembra del tutto convincente, perché da brillante tenente, e quindi ufficiale, del GAFE Guzmán Decena avrebbe comunque vissuto agiatamente; passando dall'altra parte sarebbe diventato un disertore in fuga e sarebbero aumentate le possibilità di essere arrestato o ucciso, come peraltro avvenuto pochi anni dopo. Quindi, un motivo rilevante della sua diserzione potrebbe essere stato il radicale cambiamento politico che il Messico di quegli anni stava vivendo. Il paese infatti stava attraversando un periodo di transizione democratica ed il potere del PRI, al governo da molti anni, stava declinando. Questo processo di democratizzazione era temuto da molti soldati che negli anni precedenti avevano commesso abusi. La pressione dei familiari delle vittime aumentò e le loro marce a Città del Messico anche; per questo molti ufficiali militari di recente erano stati condannati dalle corti marziali per violazioni dei diritti umani e corruzione. In questo subbuglio, Guzmán Decena forse pensò che sarebbe stato meglio uscire dal sistema e diventare capo degli Zetas.
Cárdenas Guillén chiese a Guzmán Decena di aiutarlo a reclutare per il cartello una squadra d'assalto quanto più feroce possibile. Agenti della polizia federale hanno in seguito pubblicato la conversazione tra i due, come riportata da un informatore, dalla quale si evince chiaramente il riferimento ai militari.
Seguendo gli ordini l'ex tenente reclutò vari soldati dell'esercito messicano. Talvolta i resoconti giornalistici hanno descritto la nascita dei Los Zetas come il risultato di una diserzione di massa di soldati del GAFE. In realtà i registri dell'esercito mostrano la falsità di questo racconto. I soldati disertarono nell'arco di alcuni mesi e provenivano da diverse unità, anche se buona parte veniva effettivamente dal GAFE. Ai membri fu dato un nome in codice che iniziava con la lettera Z, ed il loro comandante, Guzmán Decena, divenne per la sua posizione di preminenza Z-1. Per questo la banda prese il nome di Los Zetas, il braccio armato del cartello del Golfo; si trattava di una vera propria formazione paramilitare che subito si distinse per l'estrema violenza e le pericolose abilità tattiche. Nel giro di qualche mese Guzmán Decena comandò un gruppo di 38 ex soldati corrotti retribuiti con salari più alti rispetto a quelli pagati dal governo. I soldati del GAFE portarono con sé armi sofisticate in dotazione all'esercito, tra cui armi automatiche, fucili d'assalto, pistole, bazooka, granate ed apparecchiature di telecomunicazione e videosorveglianza.

## Esecuzione di Gómez Herrera
Dopo l'arresto nel 1996 di Juan García Ábrego, primo capo del cartello del Golfo, Ángel Salvador Gómez Herrera, detto El Chava, cercò di prendere le redini dell'organizzazione con Osiel Cárdenas Guillén. All'inizio il rapporto tra i due funzionò bene: corruppero poliziotti, politici e soldati, e riuscirono a controllare i carichi di stupefacenti che provenivano dal Guatemala. Tuttavia la personalità estroversa di Gómez Herrera infastidiva Cárdenas Guillén, oltre ai prestiti che il primo gli chiedeva costantemente. Per questo Cárdenas Guillén iniziò a formare una propria fazione all'interno del cartello ed organizzò l'assassinio del compagno. Il 2 giugno 1999, dopo la cerimonia di battesimo della figlia, Cárdenas Guillén ordinò a Guzmán Decena di uccidere Gómez Herrera, che tra l'altro era il padrino della piccola. Gómez Herrera fu cordialmente invitato a montare sulla Dodge Durango di Osiel subito dopo la cerimonia. Entrambi risero e parlarono per pochi minuti. Poi Guzmán Decena, seduto sul sedile posteriore, sparò alla testa di Gómez Herrera senza esitazione. Gli investigatori in seguito trovarono il corpo in decomposizione di Gómez Herrera alla periferia di Matamoros. Con l'uccisione di Gómez Herrera Cárdenas Guillén si guadagnò il completo controllo del cartello ed il soprannome di Mata Amigos, Ammazza amici; Guzmán Decena, invece, la fiducia del suo boss.

## Altri crimini
Guzmán Decena è stato riconosciuto responsabile dei seguenti altri delitti:
- omicidio del tenente della polizia giudiziaria federale Jaime Rajid Gutiérrez Arreola, ucciso il 21 marzo 1999 sull'autostrada Reynosa-Camargo
- sequestro, tortura ed omicidio il 9 aprile 2000 a Matamoros del giornalista Pablo Pineda Gaucín, forse sospettato di essere un informatore della DEA
- sequestro ed assassinio il 14 novembre 2000 dell'avvocato Alberto la Chona Gomez Gomez
- tentato omicidio del narcotrafficante Edelio López Falcón, avvenuto il 14 maggio 2001 a Monterrey
- assassinio di Jaime Yáñez Cantú, capo della polizia statale a Matamoros, e dell'agente di scorta Gerardo Gascón Mercado, avvenuto il 9 luglio 2001
- sequestro, tortura ed esecuzione del boss Dionisio Román El Chacho García Sánchez, prelevato a Monterrey e uccisi a Reynosa, il 13 maggio 2002; nel raid effettuato per sequestrarlo morì anche il suo luogotenente Juvenal el Juve Sanchez Torres

## Morte
Il 21 novembre 2002 Guzmán Decena è stato ucciso dall'esercito messicano in un ristorante di Matamoros, nello Stato di Tamaulipas, dopo essere stato sorvegliato dai militari.
Secondo un'altra versione, pubblicata dal giornalista messicano Jesús Blancornelas, Guzmán Decena andò in un ristorante, prese qualche drink forte, aspirò una striscia di cocaina e poi decise di andare a trovare la sua amante Ana Bertha González Lagunes, che abitava a pochi isolati. Per non essere interrotto, pare che Guzmán Decena avesse ordinato ai suoi scagnozzi di bloccare le strade circostanti e dirigere il traffico. Tuttavia uno dei vicini chiamò un'agenzia anticrimine, che a sua volta si rivolse all'esercito messicano. Quando i soldati arrivarono, Guzmán Decena non era in grado di difendersi e fu ucciso a colpi d'arma da fuoco.
Dopo la sua morte, furono posti in suo onore dei fiori sul marciapiede del ristorante in cui fu ucciso e sulla sua tomba. Come mostrato da alcune foto pubblicate dai giornali locali di Matamoros, una nota accompagnava i fiori: Sarai sempre nei nostri cuori. Dalla tua famiglia, Los Zetas.
Allo stesso modo, furono posti dei memoriali in suo onore nello Stato di Oaxaca.
In un'apparente vendetta per l'uccisione di Guzmán Decena, quattro membri dell'Ufficio del Procuratore Generale del Messico furono rapiti e uccisi all'inizio del 2003 vicino a Reynosa, nel Tamaulipas, quasi sicuramente da sicari di Cárdenas Guillén.
Alla morte di Guzmán Decena il comando degli Zetas fu assunto dal suo vice Rogelio González Pizaña, detto Z-2, arrestato poi nell'Ottobre 2004. Quindi divenne leader del gruppo Heriberto Lazcano, Z-3. Il 14 marzo 2003, meno di quattro mesi dopo la morte di Guzmán Decena, fu arrestato anche il suo boss Osiel Cárdenas Guillén.
La morte di Guzmán Decena segnò il primo successo significante del governo messicano contro Los Zetas, ma fonti non confermate provenienti dal Cartello del Golfo affermano che Guzmán Decena sia stato ucciso dai suoi stessi uomini per ordine di Cárdenas Guillén, che temeva l'egemonia di Guzmán Decena.